# Krueger Island
Krueger Island ist eine unbewohnte Insel in der Qikiqtaaluk Region von Nunavut, Kanada. Sie gehört zu den Königin-Elisabeth-Inseln.
Die Insel ist der Kleybolte Peninsula der Ellesmere-Insel im Nansen Sound vorgelagert und von dieser durch die weniger als 1000 Meter breite Bjare Strait getrennt. Krueger Island erreicht bei einer Länge von 7,7 km eine Höhe von 525 Metern und besitzt eine Fläche von 33,5 km². Die Insel ist nicht vergletschert.
Als Erster erreichte Otto Sverdrup als Leiter der zweiten Expedition mit der Fram im Jahr 1902 Krueger Island, aber erst die von Geoffrey Hattersley-Smith (1923–2012) geleitete kanadisch-US-amerikanischen Expedition nach Ellesmere Island in den Jahren 1953 und 1954 benannte die Insel nach dem deutschen Polarforscher Hans Krüger, der sie 1930 passiert hatte und mit seinen zwei Begleitern als verschollen gilt.